# Sedum mocinianum
Sedum mocinianum es una especie de planta fanerógama de la familia Crassulaceae.

## Clasificación y descripción de la especie
Esta especie se ubica taxonómicamente en la sección Sedastrum (Rose) Berger, ya que presenta hojas dispuestas en una roseta basal, flores en panículas, con una concavidad en la base de los carpelos. 
Son plantas herbáceas perennes, con tallos colgantes, de hasta 80 cm de largo. Densamente pubescentes en todos sus órganos externos. Hojas crasas, dispuestas en rosetas densas, en la parte superior del tallo; de 1 a 2.5 cm de largo, y 1 cm de ancho. Inflorescencia tirsoidea, con hasta 10 ramificaciones. Flores sésiles o subsésiles, cáliz de 5 lóbulos fusionados en la base formando un tubo; pétalos 5, libres de color blanco, oblongo-lanceolados, de 5 mm de largo por 3 de ancho. Estambres 10, 5 opuestas a los pétalos y 5 alternos. Estambres 10, 5 opuestos a los pétalos y 5 alternos. Carpelos de unos 5 mm de largo, estilos filamentosos. Frutos, folículos con numerosas semillas.

## Distribución de la especie
Se desarrolla en México, en el estado de Guanajuato, en San Luis de los Agustinos, municipio de Acámbaro (localidad tipo). Aunque es probable que su distribución sea más amplia, dadas las referencias publicadas en las cuales se ha identificado erróneamente como Sedum hintonii, y entonces se extendería su área de distribución hasta el estado de Durango.

## Ambiente terrestre
Crece en las grietas de las paredes de roca ígnea, particularmente en lugares sombreados a unos 2400 m s.n.m., en vegetación de bosque tropical caducifolio.

## Estado de conservación
No se encuentra bajo ninguna categoría de riesgo en las normas mexicanas e internacionales (Norma Oficial Mexicana 059).